# Station Lempuyangan
Lempuyangan is een spoorwegstation in Yogyakarta. Het ligt een paar honderd meter ten oosten van Station Yogyakarta. 

## Bestemmingen
- Bangunkarta naar Station Pasar Senen en Station Jombang
- Bengawan naar Station Tanahabang en Station Solo Jebres
- Fajar Utama Yogya naar Station Pasar Senen
- Kahuripan naar Station Padalarang en Station Kediri
- Logawa naar Station Purwokerto en Station Jember
- Matarmaja naar Station Pasar Senen en Station Malang
- Pasundan naar Station Kiaracondong en Station Surabaya Gubeng
- Prambanan Ekspress naar Station Kutuarjo en Station Solo Balapan
- Progo naar Station Pasar Senen
- Senja Utama Solo naar Station Pasar Senen en Station Solo Jebres
- Senja Utama Yogya naar Station Pasar Senen
- Sri Tanjung naar Station Banyuwangi